# Agonia di Gesù al Getsemani

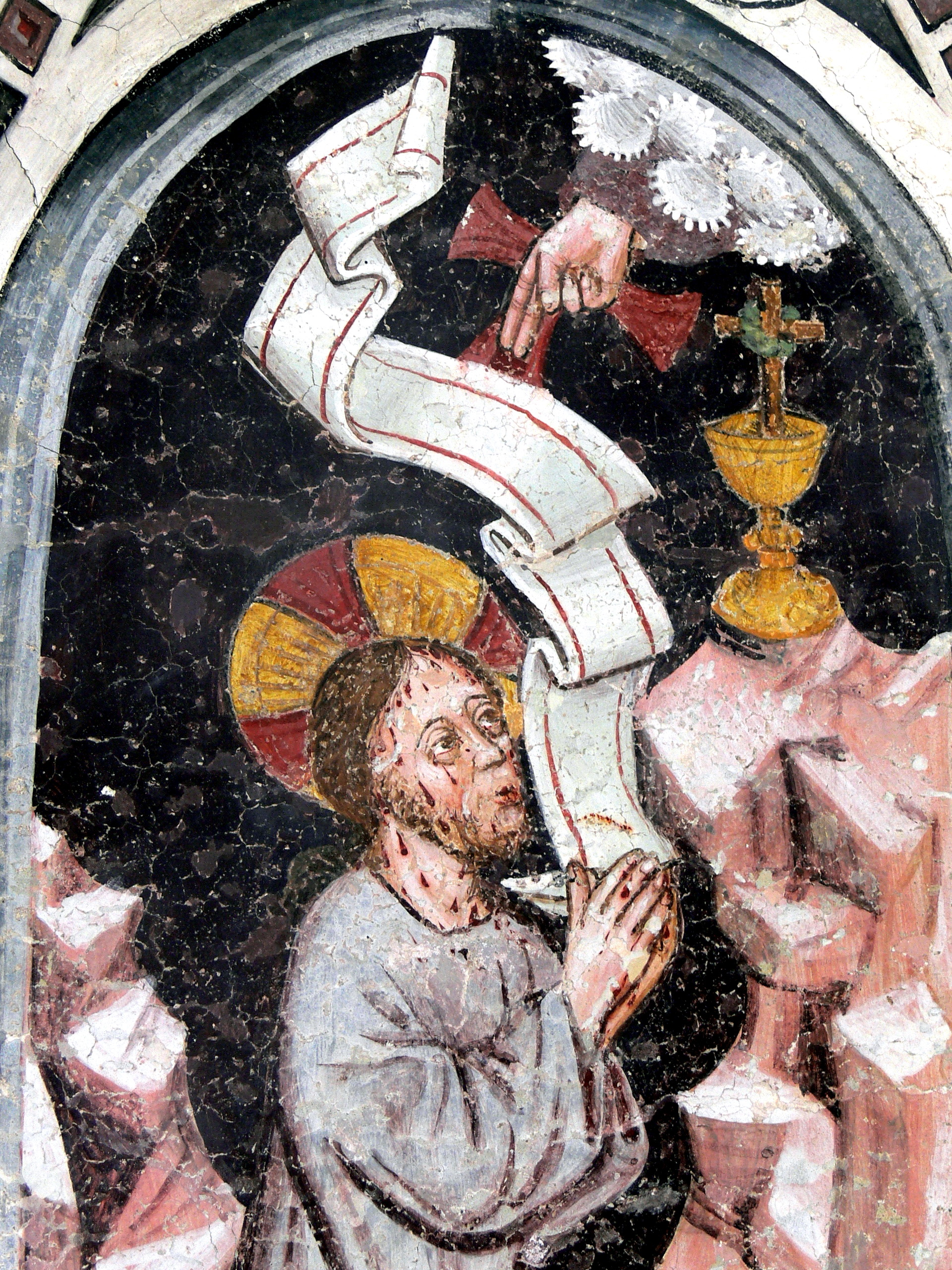
Gesù prega nel Getsemani

L'agonia di Gesù al Getsemani è un brano del Vangelo secondo Luca (22:43-44) in cui Gesù prega in un podere noto come Getsemani sul Monte degli Ulivi, e dopo la preghiera riceve consolazione da un angelo, prima del tradimento di Giuda e del suo arresto. Questo evento può essere considerato come il primo della Passione vera e propria di Gesù.
Si tratta di uno dei diversi brani che compaiono nel Nuovo Testamento ma che mancano dai manoscritti più antichi. L'autenticità di questo brano è stata messa in discussione dagli studiosi sin dalla seconda metà del XIX secolo. Secondo gli studiosi, alcuni copisti apportarono tale aggiunta nel II e III secolo per contrastare la dottrina cristologica di un Gesù esclusivamente divino. I versetti sono posti tra doppie parentesi quadre nelle edizioni moderne del testo greco, a indicarne la dubbia autenticità. «Oggi alcune bibbie mettono il testo tra i versi di Luca, altre lo relegano in una nota a piè di pagina» e in altre «i versetti sono posti tra parentesi quadre, a indicare che i traduttori sono abbastanza sicuri che non facevano in origine parte del Vangelo di Luca».

## Testo e tradizione
Greco
ὤφθη δὲ αὐτῷ ἄγγελος ἀπ' οὐρανοῦ ἐνισχύων αὐτόν. καὶ γενόμενος ἐν ἀγωνίᾳ ἐκτενέστερον προσηύχετο. ἐγένετο δὲ ὁ ἱδρὼς αὐτοῦ ὡσεὶ θρόμβοι αἵματος καταβαίνοντες ἐπὶ τὴν γῆν.
Traduzione (edizione Nuova Riveduta)
43 Allora gli apparve un angelo dal cielo per rafforzarlo. 44 Ed essendo in agonia, egli pregava ancor più intensamente; e il suo sudore diventò come grosse gocce di sangue che cadevano in terra.

### Testimonianze dei manoscritti
Includono il brano

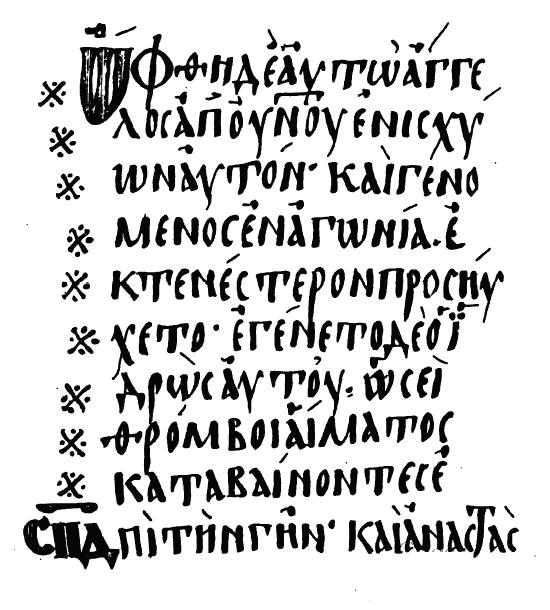
Codex Vaticanus 354, i versetti 43 e 44 del Vangelo secondo Luca

Codex Sinaiticus*, 2, D, Codex Laudianus, Codex Seidelianus I, Codex Seidelianus II, Cyprius, Regius, Codex Campianus, Guelferbytanus B, Codex Sinopensis, Codex Nanianus, Codex Monacensis, Δ*, Codex Tischendorfianus III, Codex Athous Lavrensis, Onciale 0171, f1, 174, 565, 700, 892, 1009, 1010, 1071mg, 1230, 1241, 1242, 1253, 1344, 1365, 1546, 1646, 2148, 2174, ℓ 184, ℓ 211, Byz, it, vg, syrcur, syrh, syrp, syrpal, manoscritti armeni ed etiopi, Diatessaron.
Escludono il brano
{\displaystyle {\mathfrak {P}}}69, {\displaystyle {\mathfrak {P}}}75, Codex Sinaiticus1, Codex Alexandrinus, Codex Vaticanus, Codex Petropolitanus Purpureus, Codex Nitriensis, Codex Borgianus, W, 158, 512, 542, 552, 579, 1071*, 1128, Lezionaript, f, syrs, copsa, copbo, manoscritti georgiani.
Mettono in dubbio il brano
Segnano il brano con un asterisco (※) o un obele (÷). Codex Sangallensisc, Codex Petropolitanusc, Codex Vaticanus 354, 045, 655, 661, 669, 892mg, 1079, 1195, 1216, copbomss. Minuscolo 34 ha un dubbio scolio a margine.
Spostano il brano
I manoscritti della famiglia testuale f13 spostano il brano dopo Matteo 26:39. Molti lezionari spostano Luca 22:43-45a dopo Matteo 26:39.
Hanno lacune
Codex Ephraemi Rescriptus (22:19-23:25) e Minuscolo 33 (Luca 21:38-23:26) sono lacunosi.

### Testimonianze patristiche
Includono il brano
Ireneo di Lione, che lo usò contro i Docetisti, Giustino, Ippolito di Roma, Eusebio di Cesarea, Epifanio di Salamina, San Girolamo, Agostino d'Ippona.
Escludono il brano
Marcione, Clemente di Roma, Origene di Alessandria.

## Interpretazione medica
Secondo l'anatomopatologo Pierluigi Baima Bollone il sangue che trasuda è la cosiddetta "ematoidrosi", fenomeno provocato e sostenuto da un'intensa stimolazione neurovegetativa dei vasi cutanei con spiccata vasodilatazione, accompagnata da un aumento della permeabilità capillare che determina la fuoriuscita dei globuli rossi dai capillari del derma della cute. Sempre secondo Bollone, Gesù in quel momento aveva subito la cosiddetta "nevrosi d'organo", in preda al panico subiva affanno, sudorazione intensissima, bruciori, alterazioni, cardiopalmi e dolori cardiaci, forti vertigini, tipici sintomi di una "somatizzazione" che appunto fu causa di questa agonia spirituale.